# NGC 410
NGC 410 est une vaste galaxie elliptique située dans la constellation des Poissons. NGC 410 a été découverte par l'astronome germano-britannique William Herschel en 1784.

## Caractéristiques
Sa vitesse par rapport au fond diffus cosmologique est de 4 912 ± 26 km/s, ce qui correspond à une distance de Hubble de 72,4 ± 5,1 Mpc (∼236 millions d'al).
À ce jour, six mesures non basées sur le décalage vers le rouge (redshift) donnent une distance de 76,317 ± 18,875 Mpc (∼249 millions d'al), ce qui est à l'intérieur des valeurs de la distance de Hubble.
NGC 410 est une galaxie LINER, c'est-à-dire une galaxie dont le noyau présente un spectre d'émission caractérisé par de larges raies d'atomes faiblement ionisés. Elle renferme également des régions d'hydrogène ionisé.

## Supernova
La supernova SN 1995Y a été découverte dans NGC 410 le 28 août 1995 par l'astronome américaine Jean Mueller de l'observatoire du mont Palomar. Cette supernova était de type I.

## Groupe de NGC 452
NGC 410 fait partie du groupe de NGC 452 dont les membres sont indiqués dans des articles d'Abraham Mahtessian paru en 1998 et de A.M Garcia paru en 1993. Ce groupe compte plus d'une vingtaine de galaxies.